# Heidenryk (biskup chełmiński)
Heidenryk (ur. w Saksonii, zm. 28 lub 29 czerwca 1263) – pierwszy biskup chełmiński, prowincjał polsko-czeskiej prowincji zakonu dominikanów.

## Życiorys
Nominowany na biskupa przez papieża w 1245, konsekrowany w Lyonie przez Innocentego IV. W kwietniu 1246 otrzymał od wielkiego mistrza krzyżackiego, Heinricha von Hohenlohe dotację dla nowo powstałej diecezji chełmińskiej. W 1253 dokonał koronacji księcia litewskiego Mendoga. W styczniu 1255 uczestniczył wraz z królem czeskim Przemysłem Otokarem II w krucjacie do Sambii. Napisał traktat De amore Sanctae Trinitatis, którego fragmenty przechowywane są w Bibliotece Watykańskiej. Był spowiednikiem mistyczki bł. Juty, obecny w dniu jej śmierci 12 maja 1260.